# Pterinopelma vitiosum
Pterinopelma vitiosum is een spinnensoort in de taxonomische indeling van de vogelspinnen (Theraphosidae).
Het dier behoort tot het geslacht Pterinopelma. De wetenschappelijke naam van de soort werd voor het eerst geldig gepubliceerd in 1891 door Keyserling.